# Carlos Sherman
Carlos Sherman (biał. Карлас Рыгоравіч Шэрман, Karłas Ryhorawicz Szerman, ros. Карлос Григорьевич Шерман, Karłos Grigorjewicz Szerman; ur. 25 października 1934 w Montevideo, zm. 4 marca 2005 w Norwegii) – urodzony w Urugwaju białoruski poeta, pisarz, tłumacz, krytyk literacki tworzący w językach hiszpańskim, rosyjskim i białoruskim, obrońca praw człowieka.

## Życiorys
Urodził się 25 października 1934 roku w Montevideo w Urugwaju, w rodzinie robotnika – emigranta z północno-wschodnich ziem II Rzeczypospolitej. W latach 1954–1956 pracował w wydawnictwie „Lasado”. W 1955 roku był redaktorem naczelnym gazety „Mi Pueblo…”. W 1956 roku ukończył Narodowy Instytut im. M. Moreno w Buenos Aires uzyskując wykształcenie filologa. W tym samym roku, pod wpływem radzieckiej propagandy czasów Nikity Chruszczowa,  przeprowadził się wraz z rodziną do Białoruskiej SRR. W latach 1956–1962 pracował jako tokarz w fabryce zapałek, starszy sprzedawca w księgarni w Pińsku. Był nieetatowym tłumaczem w różnych organizacjach i redakcjach. Od 1964 roku pracował jako bibliograf, od 1977 roku – kierownik działy redakcyjno-wydawniczego w Narodowej Bibliotece im. Jakuba Kołasa Akademii Nauk Białoruskiej SRR. W 1979 roku wstąpił do Związku Pisarzy Białoruskich. Od 1980 roku zajmował się zawodowo działalnością literacką. Był jednym z założycieli i od 1990 roku wiceprezesem ds. działalności organizacyjno-twórczej białoruskiego PEN-Centrum (później honorowo wiceprezesem). Wchodził w skład Międzynarodowego Stowarzyszenie Krytyków Literackich. Zajmował się oświatą i obroną praw człowieka. Kilka ostatnich lat życia znajdował się na leczeniu w Norwegii, gdzie zmarł 4 marca 2005 roku.

## Twórczość
Carlos Sherman debiutował jako twórca literacki w 1952 roku na łamach prasy argentyńskiej. Od 1964 roku publikował swoje prace w prasie białoruskiej. Od 1975 roku tworzył w języku białoruskim. Był autorem zbiorków poezji Dożdż u Karaliszczewiczach (przekład Ryhora Baradulina, 1984), Sny (przekład z języka hiszpańskiego Ryhora Baradulina i Wasila Siomuchy, 1998), esejów Tajamnicy poczyrku (1994). Tłumaczył z języka hiszpańskiego na rosyjski i białoruski, a także z białoruskiego na hiszpański. Wykonał przekład z hiszpańskiego na rosyjski powieści Czarny zagon kolumbijskiego pisarza Manuela Zapaty Olivelli, opublikowany na łamach czasopisma „Nioman” w 1967 roku. Wraz z Walancinem Tarasem przetłumaczył z hiszpańskiego na rosyjski powieść Gabriela Garcíi Márqueza Jesień patriarchy (Moskwa, 1978). Tłumaczył na język białoruski utwory różnych autorów, m.in. Nicolása Guilléna, Gabriela Garcíi Márqueza, F. Pitta Rodriguesa, A. Texado Gomeza. Z języka białoruskiego na hiszpański przełożył książki wierszy i prozy ponad 10 autorów, m.in.: trzy opowieści Wasila Bykaua, wybrane utwory Janki Kupały i Jakuba Kołasa.

## Życie prywatne
Carlos Sherman był żonaty, miał troje dzieci i pięcioro wnuków. Dobrze znał osobiście Gabriela Garcíę Márqueza.